# Stimmkreis Amberg-Sulzbach
Der Stimmkreis Amberg-Sulzbach (Stimmkreis 301) ist ein Stimmkreis in der Oberpfalz. Er umfasst die kreisfreie Stadt Amberg und den Landkreis Amberg-Sulzbach, darunter die Städte Auerbach i.d.OPf., Hirschau, Schnaittenbach, Sulzbach-Rosenberg und die Gemeinden Ammerthal, Birgland, Ebermannsdorf, Edelsfeld, Ensdorf, Etzelwang, Gebenbach, Hahnbach, Hirschbach, Hohenburg, Illschwang, Kastl, Königstein, Kümmersbruck, Neukirchen b.Sulzbach-Rosenberg, Poppenricht, Rieden, Schmidmühlen, Ursensollen, Weigendorf des Landkreises Amberg-Sulzbach.

## Landtagswahl 2023
Zur Landtagswahl 2023 traten folgende Parteien und Direktkandidaten im Stimmkreis Amberg-Sulzbach an und erzielten folgende Ergebnisse:
| Nr. | Direktkandidat    | Partei       | Erststimmen in % | Gesamtstimmen in % |
| --- | ----------------- | ------------ | ---------------- | ------------------ |
| 1   | Harald Schwartz   | CSU          | 37,9             | 38,9               |
| 2   | Simone Maaß       | GRÜNE        | 8,2              | 8,4                |
| 3   | Bernhard Heinisch | Freie Wähler | 18,1             | 16,6               |
| 4   | Claudia Marino    | AfD          | 17,1             | 17,8               |
| 5   | Uwe Bergmann      | SPD          | 10,1             | 9,8                |
| 6   | Jens Rohn         | FDP          | 1,8              | 1,8                |
| 7   | Manfred Preischl  | LINKE        | 1,2              | 1,2                |
| 8   | Benjamin Gäbl     | BP           | 1,3              | 1,2                |
| 9   | Franz Badura      | ÖDP          | 2,9              | 2,5                |
| 10  | -                 | V-Partei³    | -                | 0,2                |
| 11  | Hans Märkl        | dieBasis     | 1,3              | 1,3                |
| 12  | -                 | Volt         | -                | 0,2                |

## Landtagswahl 2018
Die Landtagswahl 2018 hatte folgendes Ergebnis:
- Wahlbeteiligung:	71,6 %
- Stimmberechtigte:	114.215
- Wähler:	81.740
- Ungültige Erststimmen:	1.197
- Gültige Erststimmen:	80.540
- Ungültige Gesamtstimmen:	2.020
- Gültige Gesamtstimmen:	161.454

| Direktkandidat       | Partei               | Erststimmen in % | Gesamtstimmen in % | +/- zu 2013 |
| -------------------- | -------------------- | ---------------- | ------------------ | ----------- |
| Harald Schwartz      | CSU                  | 38,3             | 38,9               | - 8,2       |
| Uwe Bergmann         | SPD                  | 13,8             | 13,3               | − 11,2      |
| Alexandra Sitter     | Freie Wähler         | 13,7             | 12,3               | + 2,6       |
| Klaus Ebenburger     | GRÜNE                | 11,0             | 11,5               | + 6,4       |
| Markus Hochholdinger | FDP                  | 3,5              | 3,5                | + 1,5       |
| Wolfgang Berndt      | DIE LINKE            | 3,4              | 3,1                | + 0,9       |
| Markus Mrozek        | BP                   | 2,4              | 2,3                | + 0,2       |
| Klaus Mrasek         | ÖDP                  | 2,3              | 2,3                | - 1,0       |
| –                    | PIRATEN              | –                | 0,2                | - 1,8       |
| Claudia Marino       | AfD                  | 11,6             | 11,7               | + 11,7      |
| –                    | mut                  | –                | 0,1                | + 0,1       |
| –                    | Die Partei           | –                | 0,4                | + 0,4       |
| –                    | Gesundheitsforschung | –                | 0,1                | + 0,1       |
| –                    | V-Partei³            | –                | 0,1                | + 0,1       |

Der Stimmkreis wird im Landtag durch den direkt gewählten Stimmkreisabgeordneten Harald Schwartz (CSU) vertreten.

## Landtagswahl 2013
Die Landtagswahl 2013 hatte folgendes Ergebnis:
- Wahlbeteiligung:	62,4 %
- Stimmberechtigte:	115.660
- Wähler:	72.173
- Ungültige Erststimmen:	1.322
- Gültige Erststimmen:	70.844
- Ungültige Gesamtstimmen:	2.680
- Gültige Gesamtstimmen:	141.657

| Direktkandidat    | Partei       | Erststimmen in % | Gesamtstimmen in % | +/- zu 2008 |
| ----------------- | ------------ | ---------------- | ------------------ | ----------- |
| Harald Schwartz   | CSU          | 47,0             | 47,1               | + 3,7       |
| Reinhold Strobl   | SPD          | 24,6             | 24,6               | + 0,4       |
| Peter Dotzler     | Freie Wähler | 9,6              | 9,7                | + 0,5       |
| Hans-Jürgen Bumes | GRÜNE        | 5,4              | 5,2                | - 0,3       |
| Klaus Mrasek      | ÖDP          | 2,9              | 3,3                | + 0,2       |
| Wolfgang Berndt   | LINKE        | 2,4              | 2,2                | - 2,5       |
| Markus Mrozek     | BP           | 2,2              | 2,1                | + 1,0       |
| Ansgar Honé       | PIRATEN      | 2,2              | 2,1                | + 2,1       |
| Reinhard Ott      | FDP          | 1,9              | 2,0                | - 4,0       |
| Günter Huger      | NPD          | 1,1              | 1,2                | - 0,5       |
| Manfred Wanninger | REP          | 0,8              | 0,7                | - 0,3       |

## Landtagswahl 2008
Die Landtagswahl 2008 hatte folgendes Ergebnis:
- Wahlbeteiligung:	57,0 %
- Stimmberechtigte:	98.269
- Wähler:	56.019
- Ungültige Erststimmen:	768
- Gültige Erststimmen:	55.249
- Ungültige Gesamtstimmen:	1.906
- Gültige Gesamtstimmen:	110.126

| Direktkandidat      | Partei       | Erststimmen in % | Gesamtstimmen in % | +/- zu 2003 |
| ------------------- | ------------ | ---------------- | ------------------ | ----------- |
| Heinz Donhauser     | CSU          | 42,1             | 43,0               | - 14,6      |
| Reinhold Strobl     | SPD          | 24,2             | 24,6               | + 2,3       |
| Susanne Roggenhofer | GRÜNE        | 6,2              | 5,9                | + 0,7       |
| Klaus Ebenburger    | Freie Wähler | 8,6              | 8,1                | + 1,8       |
| Stephan Meier       | FDP          | 6,6              | 6,3                | + 4,1       |
| Otto Hofmeister     | REP          | 1,0              | 1,0                | - 1,6       |
| Klaus Mrasek        | ödp          | 3,2              | 3,2                | + 0,8       |
| Peter Ertel         | BP           | 1,2              | 1,1                | + 0,2       |
| –                   | BüSo         | –                | –                  | 0,0         |
| –                   | Bürger-Block | –                | –                  | –           |
| Wolfgang Berndt     | LINKE        | 5,1              | 4,8                | + 4,8       |
| –                   | VIOLETTE     | –                | –                  | –           |
| Wolfgang Risch      | NPD          | 1,8              | 1,7                | + 1,7       |
| –                   | RRP          | –                | 0,3                | + 0,3       |